# Cabrales (fromage)
Pour les articles homonymes, voir Cabrales (homonymie).
Le cabrales est un fromage fort à pâte persillée élaboré avec du lait cru de vache ou avec un mélange de deux ou trois sortes de lait (vache, brebis et chèvre), spécialité des Asturies dans le nord de l'Espagne. Ce fromage est sous appellation contrôlée depuis 1981.

## Fabrication
Le cabrales est un fromage fort et sec, spécialité d'Asturies, dans le nord de l'Espagne. Sa zone de production s'étend sur la commune (concejo) de Cabrales, ainsi que les villages de Cáraves, Oceño et Rozagás (concejo de Peñamellera Alta). 
Le cabrales mûrit dans des grottes naturelles situées dans le massif des Picos de Europa, où l'humidité ambiante atteint 90 % et où la température varie entre 8 et 12 °C : ce contexte favorise le développement de micro-organismes de type Penicillium, qui lui donnent sa couleur bleu-vert. Ce processus dure deux à quatre mois. Chaque fromage pèse deux à cinq kilogrammes. 
Trois autres fromages à pâte persillée sont produits dans les régions de Picos de Europa : le picón de Valdeón (León), le Gamonéu (Asturies) et le picón Bejes-Tresviso (Cantabrie). 

## Dégustation
Généralement, ce fromage se déguste volontiers accompagné d'un cidre local. Certains recommandent plutôt un vin rouge intense, comme pour la plupart des chèvres prononcés. Servi avant le dessert, il peut s'accompagner d'un vin de Xérès doux (le cépage par excellence de ces vins très alcoolisés étant le Pedro Ximenez) pour produire une alchimie de saveurs : douce, amère, acide et salée.
Sa dégustation fait apparaître quatre phases. Il suffit de mettre un morceau sous la langue pour les découvrir successivement: picotement de la langue, décollement des gencives, picotement de la gorge et, pour finir, un festival de saveurs dans la bouche du goûteur. Éteindre ces ardeurs par un vin rouge intense est recommandé.
Xavier Domingo, un ancien chroniqueur gastronomique espagnol, affirme que Georges Clemenceau l'incorpora à son plateau de fromages à l'Hôtel Matignon, faisant fi du fait qu'il s'agissait d'un fromage étranger.

## Cuisine
Le cabrales sert également à produire la crème de cabrales, à utiliser en cuisine ou à tartiner directement. Cette crème est extrêmement sèche et réservée aux amateurs de fromages forts. 
On peut bien entendu utiliser ce fromage pour composer des salades ou pour renforcer des sauces servies avec des pâtes.